# Tub d'assaig

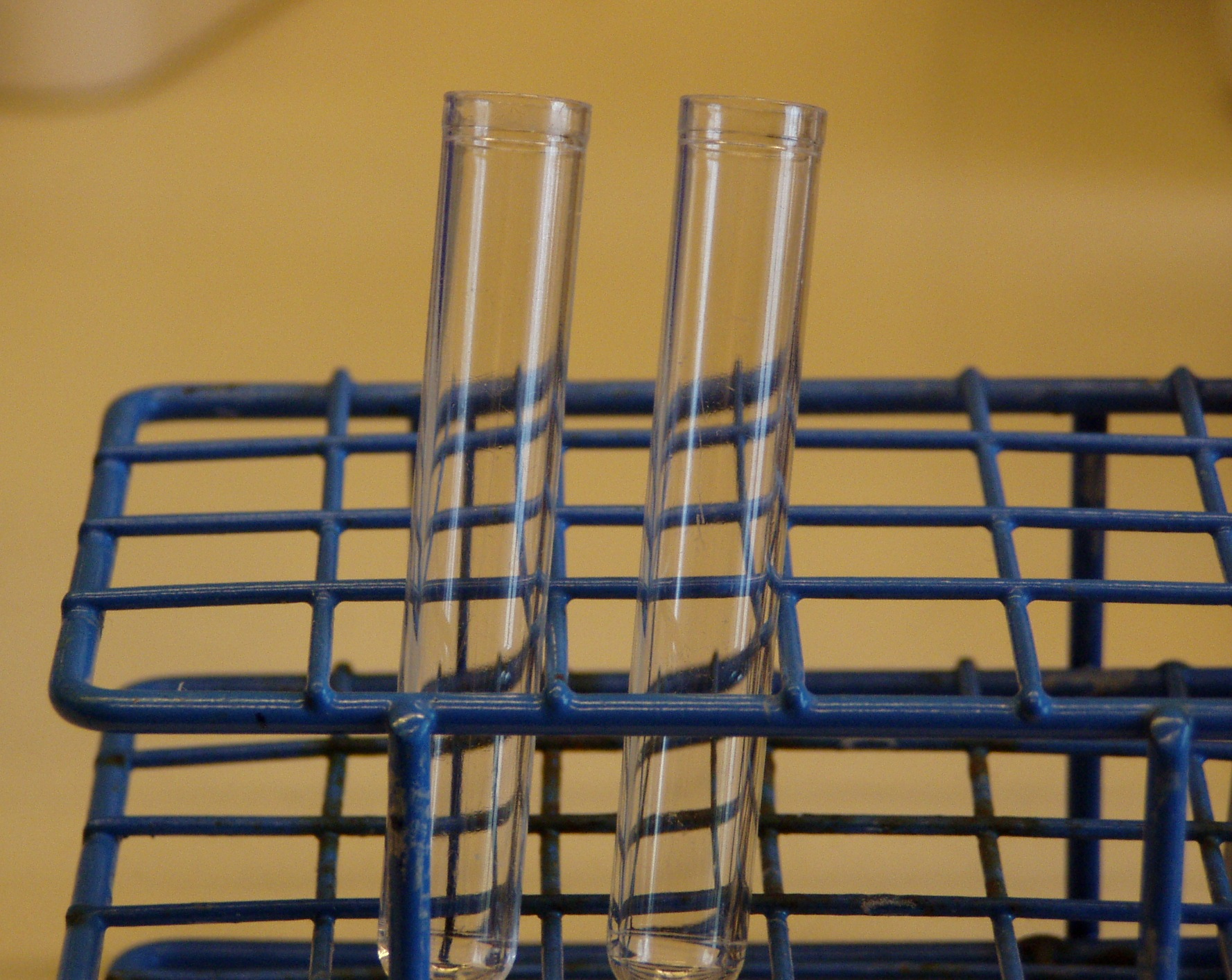
Dos tubs d'assaig en una gradeta.

Un tub d'assaig és un element del material de laboratori que consisteix en un tub estret i llarg de vidre, obert per l'extrem superior i amb l'extrem inferior tancat i de forma arrodonida. S'utilitza als laboratoris per contenir petites mostres líquides (encara que poden estar en altres fases), realitzar reaccions a petita escala, etc.
Els tubs d'assaig estan disponibles en diverses longituds i amplàries per servir a múltiples necessitats. Són utilitzats típicament pels químics per conservar mostres discretes múltiples dels materials, generalment líquids, durant procediments i experiments químics, i estan dissenyats per permetre la calefacció fàcil d'aquestes mostres. Sovint, els tubs de prova es construeixen de vidres resistents tals com el vidre borosilicatat. Això els permet sotmetre'ls directament a una flama, com la d'un bec de Bunsen.